# Сибайский историко-краеведческий музей
Сибайский историко-краеведческий музей — муниципальное бюджетное учреждение культуры и искусства. Расположен по адресу: город Сибай, проспект Горняков, д. 45.

## История
В 1959 году краевед Ф. В. Папков собрал богатый краеведческий материал об истории края. По его инициативе и с помощью добровольных помощников З. В. Смирновой, Ш. М. Шарипова, Б. М. Магадеевой, супругов Музиповых, было решено создать музей для учащихся города. Он был создан 24 марта 1959 года, как городской школьный историко-краеведческий музей в кабинете городского комитета ВЛКСМ г. Сибай. Для музея было выделено помещение в одном из кабинетов горкома комсомола, в котором проводились первые экскурсии по истории, биологии, географии города и края.
В 1966 году был закрыт, экспонаты хранились в здании Сибайской школы-интерната. Затем историко-краеведческий музей начал работу в здании учебно-консультационного пункта Магнитогорского горно-металлургического комбината. Председателем совета музея был избран Р. А. Нагаев.
С 1970 года деятельность по сбору экспонатов велась на общественных началах. В 1976 году музей был закрыт, экспонаты переданы в ведение краеведческого кружка Дома пионеров (ныне — Центр детского творчества).
В 1970—1991 гг. музейная работа велась на общественных началах и держалась на энтузиазме педагогов и работников города: А. Г. Музиповой, Е. Л. Балака, Ф. Манзуровой, М. И. Габитова, Д. С. Антипина, ветеранов ВОВ и труда Х. С. Кусябаева, И. Ф. Мутаева. Значительный вклад внесли учащиеся и горожане города в сборе материалов и в организации работы музея.
Кардинальные изменения в развитии музейного дела города произошли в 1991 году. В соответствии с приказом Совета министров БАССР № 63 от 23 января 1991 г. Сибайский историко-краеведческий музей вошел в государственную музейную сеть Башкортостана на правах филиала Национального музея РБ. Директором назначили Владимира Александровича Силаева. Он приложил немало сил, чтобы музей стал одним из важных заведений культурной жизни города. В 1993 г. музей приобрел собственное помещение площадью 1172,7 квадратных метров.
10 октября 2000 г. состоялась торжественная презентация здания музея. Это событие положило начало научному ведению музейного дела в городе. Музей с этого времени постепенно завоевывает авторитет и признание горожан и гостей города в культурно-образовательной сфере.

## Фонды музея
Основой жизнедеятельности музея являются его фонды. В основном и научно-вспомогательном фондах по состоянию на январь 2020 г. находится более 12700 музейных предметов. На их основе создано 6 экспозиционных залов:
— Зал «Растительный и животный мир Зауралья»;
— Зал «Археологии и этнографии»;
— Зал «Довоенной истории»;
— Зал «Боевой славы»;
— Зал «Башкирского медно-серного комбината»;
— «Информационный зал».

## Деятельность музея
В музее работают 10 сотрудников, из них 6 научных. В настоящее время музей продолжает работу по хранению, исследованию, экспонированию, популяризации природного и историко-культурного наследия города и края.
Приоритетными направлениями деятельности музея являются научные региональные исследования в области естественной и гуманитарной направленности, этнографии, национальной и региональной истории, памятниковедения.
При музее действует городское Краеведческое общество, научно-методический совет. С 2012 года музей совместно с Сибайским институтом Башкирского государственного университета проводит республиканский конкурс научно-исследовательских работ «Историческое и культурное наследие народов Республики Башкортостан».
С 2015 года коллективом музея издаются «Краеведческие записки Сибайского музея».
Сибайский историко-краеведческий музей — участник конкурса «Музей в городе N…» среди муниципальных музеев страны (2015, 2017), который проходит в рамках международного фестиваля «Интермузей».
Член Союза музеев России (2017, ноябрь) — № 020433 в реестре Союза музеев;
Член Межрегиональной общественной организации «Совет музеев Приволжского федерального округа» (2019, октябрь).

## Интересные факты
- Свердловская киностудия использовала экспонаты музея во время съемок фильма «В ночь лунного затмения» по пьесе М. Карима[3].